# Tumbio
Tumbio är en ort i Mexiko.   Den ligger i kommunen Jiménez och delstaten Michoacán de Ocampo, i den centrala delen av landet, 270 km väster om huvudstaden Mexico City. Tumbio ligger 2 035 meter över havet och antalet invånare är 205.
Terrängen runt Tumbio är kuperad åt nordväst, men åt sydost är den platt. Runt Tumbio är det ganska tätbefolkat, med 58 invånare per kvadratkilometer. Närmaste större samhälle är Puruándiro, 19,0 km nordost om Tumbio. I omgivningarna runt Tumbio växer huvudsakligen savannskog.